# Dionisio Kfoury
Dionisio Kfoury BS, auch Dionysios Kfoury (* 5. Dezember 1879 in Khonsarah, Syrien; † 11. März 1965) war Weihbischof der Melkitischen Griechisch-Katholischen Kirche im Patriarchat von Antiochien.

## Leben
Dionisio Kfoury empfing am 6. August 1904 die Priesterweihe. Am 9. Dezember 1926 wurde er zum Weihbischof in Antiochien bestellt und am gleichen Tag zum Titularerzbischof von Tarsus dei Greco-Melkiti ernannt. Die Bischofsweihe spendete ihm der Patriarch von Antiochien Erzbischof Kyrillos IX. Moghabghab; ihm assistierten Erzbischof Basilio Cattan von Beirut und Jbeil und Bischof Melezio Abou-Assaleh von Baalbek im Libanon als Mitkonsekratoren. Die Inauguration von Dionisio Kfoury erfolgte am 20. Juni 1927.
Von 1932 bis 1954 war er im Nebenamt Patriarchalvikar von Alexandria und Nachfolger von Antonio Farage. Er war Mitkonsekrator bei Erzbischof Elias Zoghbi von Baalbek, der ebenfalls im Nebenamt Patriarchalvikar von Alexandria wurde.